# Auverland A3
Autoland A3 – terenowy samochód osobowy produkowany przez francuską firmę Auverland.

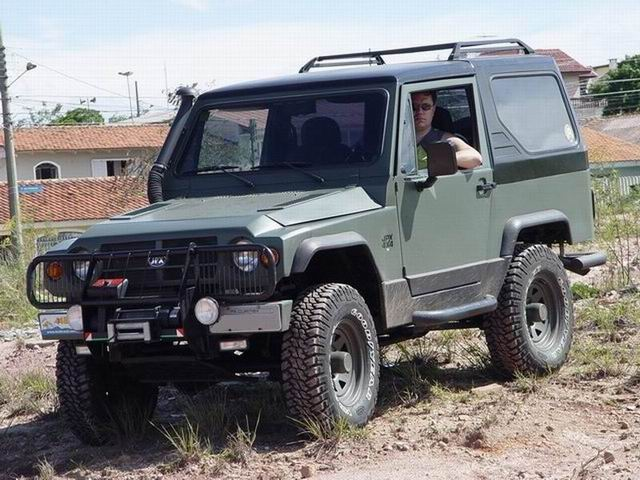
Brazylijski samochód JPX Montez produkowany na podstawie modelu Auverland A3

Samochód Autoland A3 dostępny był w następujących wersjach nadwozia: B-che (brezentowy soft-top), Hard Top, Pick-Up, oraz Pare Brise Panoramique (pojazd plażowy z oknem wyciętym w dachu kabiny hard-top). Pojazd ten był napędzany jeden z następujących silników R4 produkcji Peugeot: diesel 1905 cm3 (64 KM) lub turbodiesel 1,9 l (90 KM), później zaś diesel 2,0 l lub benzynowy 1,6 l.

## Parametry techniczne
- Kąt natarcia (wejścia)/zejścia: 50°/45°
- przechył boczny: 40°
- głębokość brodzenia: 58 cm
- prędkość maksymalna: 115 km/h